# Du riechst so gut '98
Singles de Rammstein
Das Modell Stripped
Du riechst so gut '98 est un single regroupant plusieurs versions d'une chanson du groupe de Neue Deutsche Härte allemand Rammstein.

## Histoire
La chanson originale Du riechst so gut (littéralement : « Tu sens si bon ») est sortie en 1995 sur leur premier album Herzeleid, ainsi qu'en single.
À cette occasion, un premier clip a été réalisé, avec le peu de moyens dont disposait alors le groupe. Mais en 1998, le succès national et international permet à Rammstein de tourner une deuxième version de ce clip.
C'est dans ce cadre que le groupe ressort en 1998 la chanson en single sous le titre de Du riechst so gut '98. Le morceau est réenregistré durant les sessions de l'album Sehnsucht et connaît donc de légères modifications.
Le premier clip mettait en scène les 6 membres du groupe torse-nu dans un fond neutre, avec de temps à autre l'apparition d'une fleur, dans la thématique de leur album.
Le clip de Du riechst so gut '98, quant à lui, est plus proche du court-métrage.
Tous les membres du groupe endossent les uns à la suite des autres le rôle d'un homme qui suit une femme pour son odeur.
Les paroles de la chanson sont directement inspirées du livre Le Parfum de Patrick Süskind.

## Clip vidéo
Le clip vidéo a été tourné dans le château de Babelsberg, à Potsdam/Berlin, ainsi que dans la forêt autour de ce château. Il est réalisé par Phillipp Stölzl, qui avait été assistant sur le clip de Engel et avait réalisé le clip de Du hast. Il s'ouvre par une jeune femme sur un cheval qui parcourt la forêt à vive allure mais qui fait tomber son mouchoir sans s'en apercevoir. Il est récupéré plus tard par une présence inquiétante : une créature albinos aux yeux rouges ou plutôt six, chacune étant un membre du groupe. De plus, ce sont des loups-garous vu que quand l'un est humain, les autres sont dans leur forme de loups et restent parfois cachés.
L'odeur pousse les créatures à retrouver la propriétaire de ce mouchoir et ils se retrouvent dans un grand château où un bal masqué est organisé. L'un des six (Till) étant humain prend un loup blanc et l'enfile pour ne pas paraître indésirable ou pour qu'on ne se pose pas de questions avant de se mêler à la foule dans l'espoir de retrouver celle qu'il cherche. Après quelques secondes, il finit par la retrouver. Il se présente devant elle et lui restitue son mouchoir, réussissant même à la séduire. La femme l'amène donc dans sa chambre pour faire l'amour mais c'est à ce moment-là que les cinq autres loups se découvrent et l'attaquent.
Quelques minutes plus tard, un autre loup-garou albinos (Richard) se présente devant les invités vêtu d'une robe rouge probablement déchirée, ce qui terrorise tout le monde. La créature se plante tout au milieu de la salle de bal avant de perdre sa forme humaine et de révéler les autres loups qui se mettent à courir dans le château, rapidement poursuivis par les invités commençant à se douter qu'un malheur est arrivé à leur hôte. Les loups s'échappent et prennent tous forme humaine, partant autre part. À la fin du clip, on découvre que la femme est devenue, elle aussi, un loup-garou.

## Pistes
1. Du riechst so gut '98 - 4:24
2. Du riechst so gut - 1:58 (RMX par Faith No More)
3. Du riechst so gut - 4:17 (RMX par Günter Schulz-KMFDM & Hiwatt Marshall)
4. Du riechst so gut - 4:47 (RMX par Sascha Konietzko-KMFDM)
5. Du riechst so gut - 4:45 (RMX par Olav Bruhn-Bobo In White Wooden Houses)
6. Du riechst so gut - 3:53 (RMX par Sasch Moser-Bobo In White Wooden Houses)
7. Du riechst so gut - 4:34 (RMX par Jacob Hellner/Marc Stagg)
8. Du riechst so gut - 5:18 (Migräne-RMX par Günter Schulz-KMFDM)
9. Du riechst so gut '95 (vidéo clip)